# Altars of Madness
Altars of Madness (с англ. — «Алтари безумия») — дебютный студийный альбом американской дэт-метал-группы Morbid Angel, вышедший в мае 1989 года на лейбле звукозаписи Earache Records.

## Запись и производство
Альбом был записан в декабре 1988 года в дорогой студии Morrisound Recording и выпущен 12 мая следующего года. Бонус-треки были включены в CD-версию альбома, а также в переиздание 2003 года. Диск 2006 года содержит также бонусный DVD Live Madness с видеозаписью выступления Morbid Angel в британском городе Ноттингем в клубе Nottingham Rock City во время турне Grindcrusher Tour (14 ноября 1989 года).

## Музыкальный стиль, тексты песен и обложка
Altars of Madness выполнен в стилистике классического дэт-метала. Этот релиз также стал одной из тех работ, которые поспособствовали полному переходу дэт-металла от его трэш-металлических корней. Альбом содержит все основополагающие характеристики традиционного дэт-метала, включая гроулинг как основной вокал, бластбиты, техничные атональные соло-партии, плотные риффы и мрачные среднетемповые ритмы. Тексты песен посвящены стандартным для раннего жанра темам, таким как сатанизм, оккультизм и богохульство. Однако в песнях можно найти также отсылки к древней мифологии. Например, в песне «Lord of All Fevers & Plagues» упоминаются божества шумеро-аккадской мифологии, а сам текст даже содержит фразы из шумерского языка.
Трей: «Лирика выражает наше отношение к организованной религии, но эти тексты также выражают личные убеждения, а также рассказывают свои мрачные истории, скажем, в стиле писателя Лавкрафта. Священники, которые служат самым грязным и самым извращенным богам. Они поклоняются безумию, сумасшествию».
«Без сомнения оккультизм повлиял на ход наших мыслей, изменил всю систему наших взглядов. С одной стороны тексты наших песен наполнены ужасом и пороком, с другой, они достаточно прочувствованные».
«Наша пластинка не поддерживает сатанизм ни в какой форме, она поддерживает независимых личностей, которые самостоятельно выбирают свой жизненный путь, никого не слушая».
Обложка альбома, выполненная художником Дэном Сигрейвом, представляет собой «плоский круг, сделанный из ископаемого материала, в котором находятся захваченные души». Оригинальная картина была более широкой, чем адаптированная для альбома версия. Для Сигрейва эта работа стала дебютом в оформлении обложек для дэт-металлических групп.

## Отзывы критиков
| Оценки критиков | Оценки критиков |
| Источник        | Оценка          |
| --------------- | --------------- |
| AllMusic        | [ 1 ]           |
| Decibel         | положительная   |
| metal.de        | [ 4 ]           |

Altars of Madness был положительно встречен критиками и назван классикой жанра. Рецензент Allmusic Джейсон Берчмайер подчеркнул, что «не может отрицать влияния» этой работы. Роббан Бечирович из литературного журнала «Close-Up» прокомментировал Altars of Madness в контексте популярности дэт-метала как жанра в Швеции:

… С Altars of Madness Morbid Angel все изменилось [на шведской метал-сцене]. До этого не было четкого различия между дэтом, спидом, или трэшем среди постоянных поклонников метала. Это было просто брутальным металлом. Но Altars of Madness открыл людям глаза и мы поняли, что происходит что-то новое. Все купили эту запись. Все…
Altars of Madness также занял первое место в рейтинге «40 дэт-металлических альбомов всех времен» согласно магазину экстремальной музыки Terrorizer.
Альбом стал лучшим в жанре дэт-метал по версии журнала Loudwire.

## Список композиций
| №                   | Название                       | Текст песни            | Музыка              | Длительность |
| ------------------- | ------------------------------ | ---------------------- | ------------------- | ------------ |
| 1.                  | «Immortal Rites»               | Винсент                | Азагтот             | 4:04         |
| 2.                  | «Suffocation»                  | Винсент                | Азагтот, Винсент    | 3:15         |
| 3.                  | «Visions from the Dark Side»   | Винсент                | Азагтот, Винсент    | 4:10         |
| 4.                  | «Maze of Torment»              | Винсент                | Азагтот             | 4:25         |
| 5.                  | «Lord of All Fevers & Plagues» | Азагтот                | Азагтот             | 3:26         |
| 6.                  | «Chapel of Ghouls»             | Азагтот, Майк Броунинг | Азагтот             | 4:58         |
| 7.                  | «Bleed for the Devil»          | Азагтот                | Азагтот             | 2:23         |
| 8.                  | «Damnation»                    | Винсент                | Азагтот, Винсент    | 4:10         |
| 9.                  | «Blasphemy»                    | Азагтот                | Азагтот             | 3:31         |
| 10.                 | «Evil Spells»                  | Азагтот                | Азагтот             | 4:13         |
| Общая длительность: | Общая длительность:            | Общая длительность:    | Общая длительность: | 38:53        |

Бонус-треки переиздания (2003)
| №  | Название                    | Текст песни            | Музыка  | Длительность |
| -- | --------------------------- | ---------------------- | ------- | ------------ |
| 1. | «Maze of Torment (Re-mix)»  | Винсент                | Азагтот | 4:24         |
| 2. | «Chapel of Ghouls (Re-mix)» | Азагтот, Майк Броунинг | Азагтот | 4:56         |
| 3. | «Blasphemy (Re-mix)»        | Азагтот                | Азагтот | 3:26         |

## Участники записи
- Дэвид Винсент — вокал; бас-гитара
- Трей Азагтот — соло-гитара; ритм-гитара
- Ричард Брюнелль — соло-гитара; ритм-гитара
- Пит Сандовал — ударные.

## Производство
- Дигби «Диг» Пирсон — исполнительный продюсер
- Morbid Angel — аранжировка, музыкальное продюсирование
- Том Моррис — звукорежиссёр; микширование
- Дэн Сигрейв — обложка